# Naomi Morinaga
Naomi Morinaga (森永 奈緒美, Morinaga Naomi, Kanagawa, Japão, 12 de março de 1964) é uma atriz, dublê e coreógrafa japonesa.

## Biografia
Atuou em alguns seriados Tokusatsu em seu país natal, onde os maiores destaques foram Shaider, onde viveu Annie, e Spielvan, encarnando Helen. Nas duas séries, Naomi também participou, interpretando as canções Annie no Omakase (em Shaider) e Kanashimi no Helen (em Spielvan). Também teve um pequeno papel em Kamen Rider ZO, em 1993.
No início da década de 1990, deixa a ramo e entra no mercado erótico, trabalhando como modelo de nudez e atriz de filmes eróticos. Faz certo sucesso nesse ramo, angariando fãs mais adultos.
Posteriormente, casou-se em 1998 e se retira do meio artístico, dedicando-se à vida no lar. É mãe de um garoto de 11 anos.
Em maio de 2014, é anunciado que Naomi voltará a interpretar Annie em um longa-metragem de aniversário de Sharivan e Shaider.
No Brasil, foi dublada por Patrícia Scalvi em Spielvan , Marcia Gomes na participação do episódio 22 de Goggle Five como a boneca francesa e Marisa Leal em Shaider.

## Lista de trabalhos
- Annie em Shaider (1984)
- Helen/Herbaira/Lady Helen em Spielvan (1986)